# 時の扉 (薬師丸ひろ子のアルバム)
『時の扉』（ときのとびら）は、薬師丸ひろ子のカバー・アルバム。2013年12月4日にEMI Records Japan（ユニバーサルミュージック）から発売された。規格品番はTYCT-69030（初回生産限定盤）、TYCT-60030（通常盤)。

## 解説
薬師丸ひろ子初のカバーアルバム。薬師丸ひろ子自らがセレクトした、国内外のスタンダード曲を収録している。ドラマ『篤姫』『江〜姫たちの戦国〜』、映画『冷静と情熱のあいだ』など、数多くのドラマ劇伴や映画音楽を手掛ける吉俣良が編曲を担当している。前作『歌物語』に引き続き、カメラマンはレスリー・キーである。
デビュー曲であり、本人主演映画主題歌として大ヒットした「セーラー服と機関銃」を30年ぶりに再アレンジしてセルフカバーしている。また、ドヴォルザークの「心の扉〜我が母の教えたまいし歌〜」では、薬師丸本人が作詞も手掛ている。
初回生産分には、ボーナストラックとして、「ユーレイズミーアップ〜祈りバージョン〜 with ケルティック・ウーマン」 を収録している。
当アルバム発売前に行われた『薬師丸ひろ子35周年記念コンサート』（2013年10月）では、収録曲のうち「故郷」・「冬の星座」・「夢で逢えたら」の3曲を歌唱した。
オリコン初登場24位を記録した。シングル・アルバムを通じてTOP30入りは、1991年3月25日付で13位を記録したオリジナルアルバム『PRIMAVERA』（1991年3月発売）以来22年9ヶ月ぶりとなった。オリコンチャートの登場週数は11週、累計18,354枚のセールスを記録した。
内田正樹は、歌手・薬師丸ひろ子が分かる曲として「黄昏のビギン」を挙げ、黄昏の中で、昔日のロマンスを慈しむようなドラマとカタルシスがあると言っている。「心の扉〜我が母の教えたまいし歌〜」や再アレンジされた「セーラー服と機関銃」を含め、聴きどころの多い良作と紹介している。

## 収録曲
全曲編曲：吉俣良（ボーナストラックを除く）
1. 冬の星座
  - 作詞：堀内敬三、作曲：ウィリアム・ヘイス[6]
  - 文部省唱歌。1947年の曲。日本の歌百選。
2. 秋の子
  - 作詞：サトウハチロー、作曲：末広恭雄
  - 童謡。1954年の曲。小学生の時の薬師丸ひろ子の愛唱歌[7]。カバー・アルバムを作るとなった時、最初に歌いたいと決めた曲[8]。
3. 星を求めて
  - 作詞：Anthony Peter Hatch、訳詞：香取治、作曲：Anthony Peter Hatch
  - 原題「Look For A Star」。ビリー・ヴォーン楽団のカバーが1960年にヒット。
4. 浜辺の歌
  - 作詞：林古渓、作曲：成田為三
  - 唱歌。1916年の曲。日本の歌百選。
5. クリスマスには帰るから
  - 訳詞：尾上文、作詞・作曲：Walter Kent, Kim Gannon,Buck Rum
  - 原題「I'll Be Home For Christmas」。クリスマスソングのスタンダード曲。1943年の曲。オリジナルはビング・クロスビーの「クリスマスを我が家で」。薬師丸ひろ子がドリス・デイのカバーを聴いて選曲した[7]。
6. 心の扉〜我が母の教えたまいし歌〜
  - 作詞：薬師丸ひろ子、作曲：ドヴォルザーク
  - 原題「Kdyz Mne Stara Matka」。歌曲。1880年の曲。
7. 椰子の実
  - 作詞：島崎藤村、作曲：大中寅二
  - 唱歌。1936年の曲。日本の歌百選。
8. 故郷
  - 作詞：高野辰之 作曲：岡野貞一
  - 文部省唱歌。1914年の曲。日本の歌百選。ドラマやドキュメンタリー『薬師丸ひろ子が見た！サハリン（樺太）縦断1000キロ』の中でも歌ったことがある[7]。
9. 仰げば尊し
  - 作詞・作曲：不詳[9]
  - 文部省唱歌。1884年の曲。日本の歌百選。
10. 黄昏のビギン
  - 作詞：永六輔、作曲：中村八大
  - 1959年の曲。オリジナルは水原弘。薬師丸はちあきなおみのカバーに親しみがあり、参考にした[7]。
11. セーラー服と機関銃〜ノスタルジア・バージョン〜
  - 作詞：来生えつこ、作曲：来生たかお
  - 1981年の曲。薬師丸主演の同名映画主題歌、かつ、薬師丸のデビュー曲。そのセルフカバー。
12. 夢で逢えたら
  - 作詞・作曲：大瀧詠一
  - ジャパニーズ・ポップスのスタンダード。1976年の曲。薬師丸はオリジナルの吉田美奈子に親しみがあり、それを目指して歌ったとの事[7]。楽曲制作者の大瀧はこのアルバムリリース直後の12月30日に急逝している。

## ボーナストラック
1. ユーレイズミーアップ〜祈りバージョン〜 with ケルティック・ウーマン
  - 作詞：Brendan Graham、作曲：Rolf Levland、訳詞：御徒町凧
  - 原題「You Raise Me Up」。2012年にリリースされたケルティック・ウーマンのアルバム『心のクリスマス/ホーム・フォー・クリスマス』日本版のボーナストラックに収録された「ユー・レイズ・ミー・アップ～ 祈りヴァージョンfeat.薬師丸ひろ子」と同じもの。